# Diecezja Novo Hamburgo
Diecezja Novo Hamburgo (łac. Dioecesis Novohamburgensis) – diecezja Kościoła rzymskokatolickiego w Brazylii. Należy do metropolii Porto Alegre wchodzi w skład regionu kościelnego Sul 3. Została erygowana przez papieża Jan Pawła II bullą Cum sacer Praesul Ecclesiae w dniu 2 lutego 1980.